# 巴勒斯坦力量联盟
巴勒斯坦力量联盟（阿拉伯语：تحالف القوى الفلسطينية）是一个总部位于叙利亚大马士革的松散政党联盟。1993年12月，该联盟在大马士革成立，由10个反对巴勒斯坦解放组织与以色列进行谈判（该谈判的结果是双方签署奥斯陆协议）的巴勒斯坦组织组成，因此该联盟有时也被称作“大马士革10”。10个创始成员中，除伊斯兰抵抗运动（哈马斯）外，其他都在大马士革设有总部，其中8个之前都是巴勒斯坦解放组织的成员，另外两个是伊斯兰抵抗运动和巴勒斯坦伊斯兰圣战运动。该联盟呼吁解放所有巴勒斯坦土地。
该联盟包含民族主义、左翼和伊斯兰主义的组织，它们的意识形态目标各不相同。虽然武装斗争是该联盟的关注重点，但该联盟未能在武装行动方面形成任何战略协调。1998年，解放巴勒斯坦人民阵线和解放巴勒斯坦民主阵线退出联盟，因为他们愿意与亚西尔·阿拉法特领导的巴勒斯坦民族权力机构展开对话。1999年7月，叙利亚政府指示总部设在大马士革的巴勒斯坦组织停止武装行动，这意味着该联盟作为武装斗争协调机构的理念被放弃。因此，到第二次巴勒斯坦大起义爆发时，该联盟已经成为一个被边缘化的结构。

## 成员
- 人民解放战争先锋队—闪电突击队
- 法塔赫起义（英语：Fatah al-Intifada）
- 伊斯兰抵抗运动
- 巴勒斯坦伊斯兰圣战运动
- 解放巴勒斯坦人民阵线—总指挥部
- 巴勒斯坦解放阵线 (阿布·尼达尔·阿什卡尔翼)（英语：Palestinian Liberation Front (Abu Nidal Ashqar wing)）
- 巴勒斯坦人民斗争阵线 (1991年)（英语：Palestinian Popular Struggle Front (1991)）
- 革命巴勒斯坦共产党

## 前成员
- 解放巴勒斯坦人民阵线
- 解放巴勒斯坦民主阵线